# Joan Antoni Vicent
Joan Antoni Vicent (La Vilavella, 1944) és un fotògraf de la Plana Baixa que ha publicat diversos llibres fotogràfics i ha organitzat també exposicions dels seus treballs. És germà de l'escriptor Manuel Vicent.

## Llibres
- Barcelona silencis (1999), text de Narcís Comadira i pròleg de Maruja Torres[4]
- La Vilavella. Roda el temps (2000), text de Manuel Vicent
- Valencia del tranvía (2008), text de Manuel Vicent[5]
- Viatge pel meu país (2012), text de Joan Garí[6]
- La Plana. Paisatges de la memòria (2017), text de Manuel Vicent[7]
- Borriana i la seua mar (2019), text de Joan Garí[1]
- València. Els habitants del riu (2020), text de Joan Garí[8]